# Zona metropolitana de Irapuato-Salamanca
La zona metropolitana de Irapuato-Salamanca es la región urbana propuesta por el gobierno del Estado de Guanajuato. Consta de la fusión de la ciudad de Irapuato con la ciudad de Salamanca y las poblaciones cercanas, se encuentra el estado de Guanajuato, esta zona Metropolitana tiene un total de población de 866 370 habitantes en 2020. La zona metropolitana no ha recibido reconocimiento oficial del gobierno federal.

## Delimitación
La Zona Metropolitana de Irapuato-Salamanca actualmente está compuesta por solo 2 municipios Irapuato y Salamanca y alcanza una población de 866,370 habitantes, según datos del XIII Censo de Población y Vivienda 2020 del INEGI en el año 2020 siendo así la XX por población de las Zonas Metropolitanas de México.
La Zona Metropolitana es la segunda más importante del estado de Guanajuato de acuerdo al reconocimiento estatal.
Es un área en crecimiento, desarrollo, modernización y urbanización.

## Oficialidad
Oficialmente no se ha declarado la Zona Metropolitana de Irapuato-Salamanca como una más a nivel federal, sin embargo, es reconocida como tal por las autoridades del estado de Guanajuato. 
En 2011 los dos municipios firmaron un convenio con el Gobierno de Guanajuato en cual se constituía el conglomerado urbano. En noviembre de 2012, el diputado Genaro Carreño Muro presentó una solicitud a organismos federales para que se estableciera el área metropolitana en caso de existir los requisitos técnicos tras un estudio.
En octubre de 2014, la Secretaría de Desarrollo Agrario, Territorial y Urbano aprobó la solicitud para la unión de los municipios de Irapuato y Salamanca en una Zona Metropolitana, lo que dejó para 2015 como el posible año de oficialidad.
En julio de 2015 se informó sobre el inicio de los estudios para determinar la viabilidad de la Zona Metropolitana, asegurando que los dos municipios debían cumplir ciertos requisitos como una distancia inferior a 10 kilómetros; el número de población de las ciudades; el intercambio entre ambas demarcaciones; y el flujo poblacional de las dos plazas. En diciembre se dio a conocer que según los estatutos del Instituto Nacional de Estadística y Geografía (INEGI), no se puede constituir como área metropolitana a la conurbación de Irapuato y Salamanca por existir una distancia de 10.7 kilómetros, cuando el organismo señala que debe ser menor a los diez kilómetros entre las dos cabeceras municipales.
En marzo de 2016 se reconoció la existencia de un proceso para el reconocimiento oficial a nivel federal de la Zona Metropolitana de Irapuato - Salamanca, sin embargo, se informó que la falta de recursos federales tenía detenido el desarrollo.
En junio de 2017 se aseguró que los dos municipios se encontraban cerca de lograr la declaratoria oficial y que podría ser anunciada a finales del mismo año. Por lo cual, se mantiene en su situación de semioficialidad, siendo reconocida por el gobierno guanajuatense como una Zona Metropolitana, pero al no tener la declaratoria federal no puede acceder a recursos públicos destinados a las áreas metropolitanas mexicanas.